# Politisk sociologi
 Der er for få eller ingen kildehenvisninger i denne artikel, hvilket er et problem. Du kan hjælpe ved at angive troværdige kilder til de påstande, som fremføres i artiklen.

Politisk sociologi er en tværfaglig disciplin indenfor sociologi og politologi, der beskæftiger sig med individers politiske adfærd, de sociale strukturers betydning herfor samt de politiske institutioners rolle og funktion. Politisk sociologi bygger på en lang tradition med klassikere som Aristoteles, Niccolò Machiavelli, Thomas Hobbes, Montesquieu, Karl Marx, Max Weber og senere C. Wright Mills. I Norden er særligt den norske samfundsforsker Stein Rokkan en markant politisk sociolog.

## Feltafgrænsning
Interessefeltet for den politiske sociologi spænder fra individplanet over politisk organisering til politiske systemer på et overordnet plan. 
På individplanet beskæftiger den politiske sociologi sig med emner som politisk adfærd, herunder vælgeradfærd, organisering for at fremme fælles interesser, opinionsdannelse, partipræferencer, stemmeafgivning, valgdeltagelse og anden politisk aktivitet, herunder deltagelse i aktioner og demonstrationer. På samfundsplan er den politiske sociologi optaget af borgernes organisaering i form af politiske partier, sociale bevægelser og interessegrupper og hvordan disse dannes for at påvirke samfundet. Den politiske repræsentation studeres også, ligesom dannelsen af politiske eliter. Indenfor dette felt var Vilfredo Pareto og Gaetano Mosca pionerer, mens det var Robert Michels, der bragte eliteteorien ind i studiet af politiske partier. Han hævdede, at alle organisationer er underlagt "oligarkiets jernlov". Organisation indebærer magt, og derfor indebærer organisation også oligarki. C. Wright Mills studerede bl.a. magteliten i USA.
Indenfor den politiske sociologi står forholdet mellem stat og grupper i samfundet også centralt, herunder særligt civilsamfundet. Emnerne indenfor denne del af den politiske sociologi er social stratifikation, klassedannelse og klasseforskelle. Karl Marx mente for eksempel at staten kun var et redskab for den herskende samfundsklasse. Politisk sociologi kan også været optaget af betydningen af politisk kultur, normer og værdimønstre knyttet til det politiske i et samfund.
Forholdet mellem staten og andre sociale fællesskaber er særligt central i den politiske sociologi; særligt har forholdet mellem stat og nation været tillagt megen opmærksomhed. Den politiske sociologi vil således også beskæftige sig med emner som nationalisme og national identitet.
| Samfundsvidenskab | Spire Denne artikel om samfundsvidenskab er en spire som bør udbygges. Du er velkommen til at hjælpe Wikipedia ved at udvide den. |